# Neta S
Neta S — седан середнього розміру з живленням від батареї, що випускається китайською компанією Hozon Auto під брендом Neta (Nezha), повністю електричних автомобілів, що випускається компанією Zhejiang Hezhong New Energy Automobile Company.

## Історія

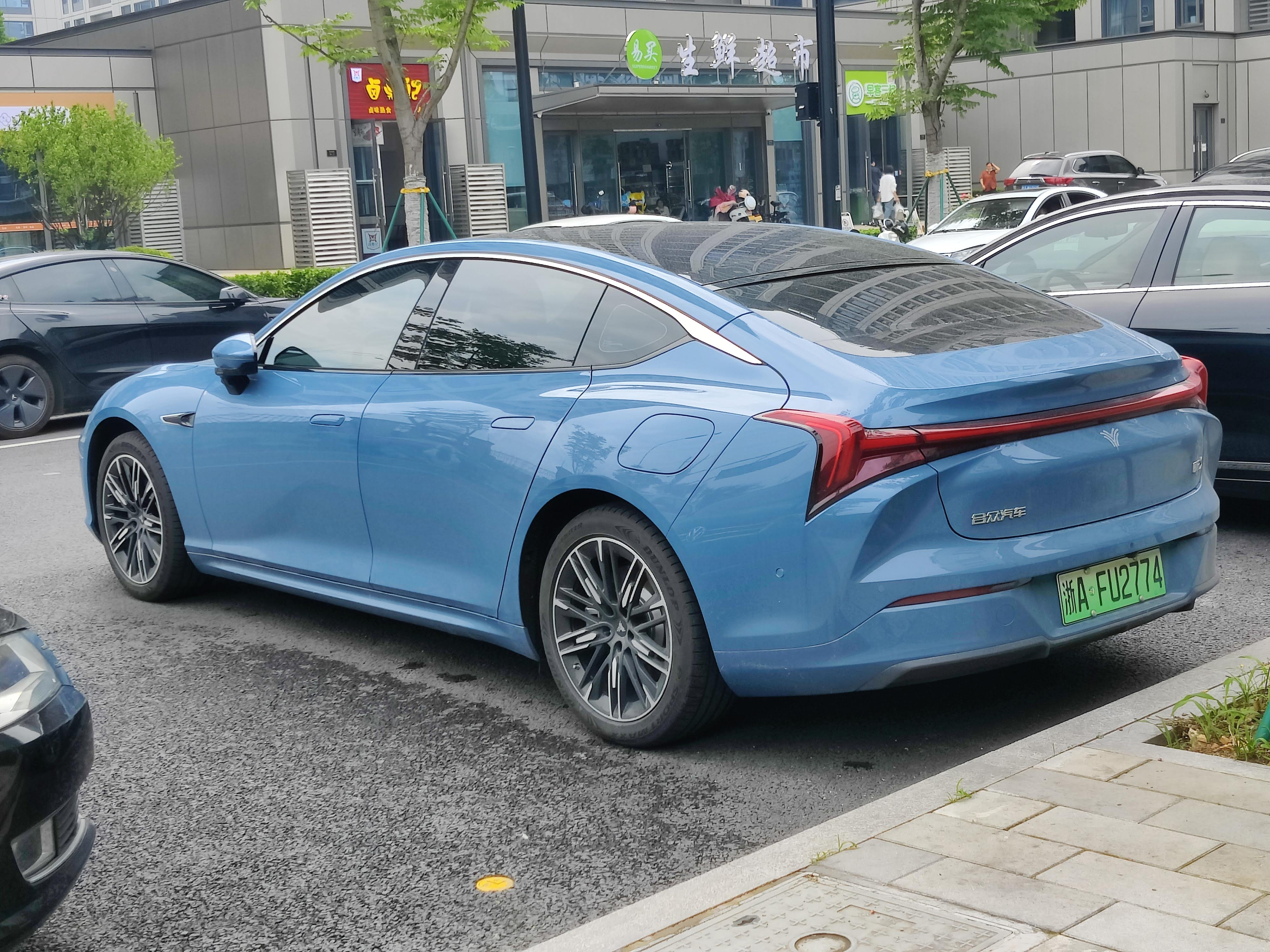

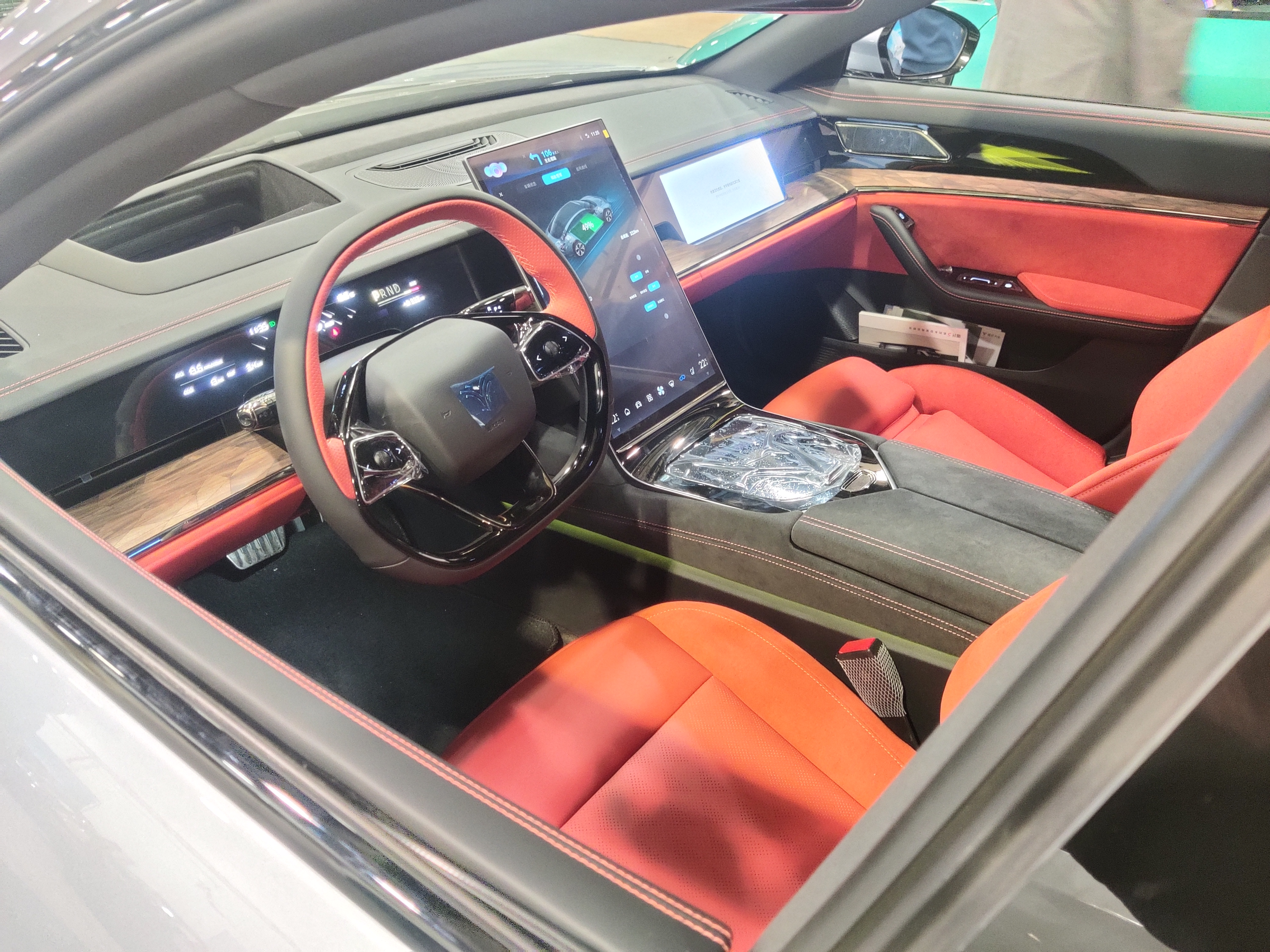

Компанія Hozon Auto випустила Neta S під час Шанхайського автосалону в квітні 2021 року. Спочатку представлена на концепт-карі Neta Eureka 03, Neta S отримала оновлену передню частину порівняно з концепт-каром. У концептуальній формі Eureka 03 здатна розганятися від 0 до 100 км/год (0-62 миль/год) за чотири секунди та має запас ходу 800 кілометрів (500 миль) за циклом NEDC. За словами компанії, Eureka 03 також має систему автономного водіння 4 рівня.
За даними Hozon Auto, Neta S оснащено 3 лідарами, 5 автомобільними радарами міліметрового діапазону та 6 камерами та має радіус дії 800 кілометрів (500 миль) у базовій моделі та 1100 кілометрів (680 миль) у верхній моделі. оброблена модель.
Електроніка для Neta S розроблена спільно з Huawei.

## Зовнішні ринки
У грудні 2022 року під час 39-ї Thailand International Motor Expo компанія Neta випустила Neta S для ринку Таїланду.

## Модифікації
- 227 к.с. (EV RWD)
- 455 к.с. 620 Нм (EV 4WD)
- 1.5L I4 + електродвигун (EREV)